# Rachael MacFarlane

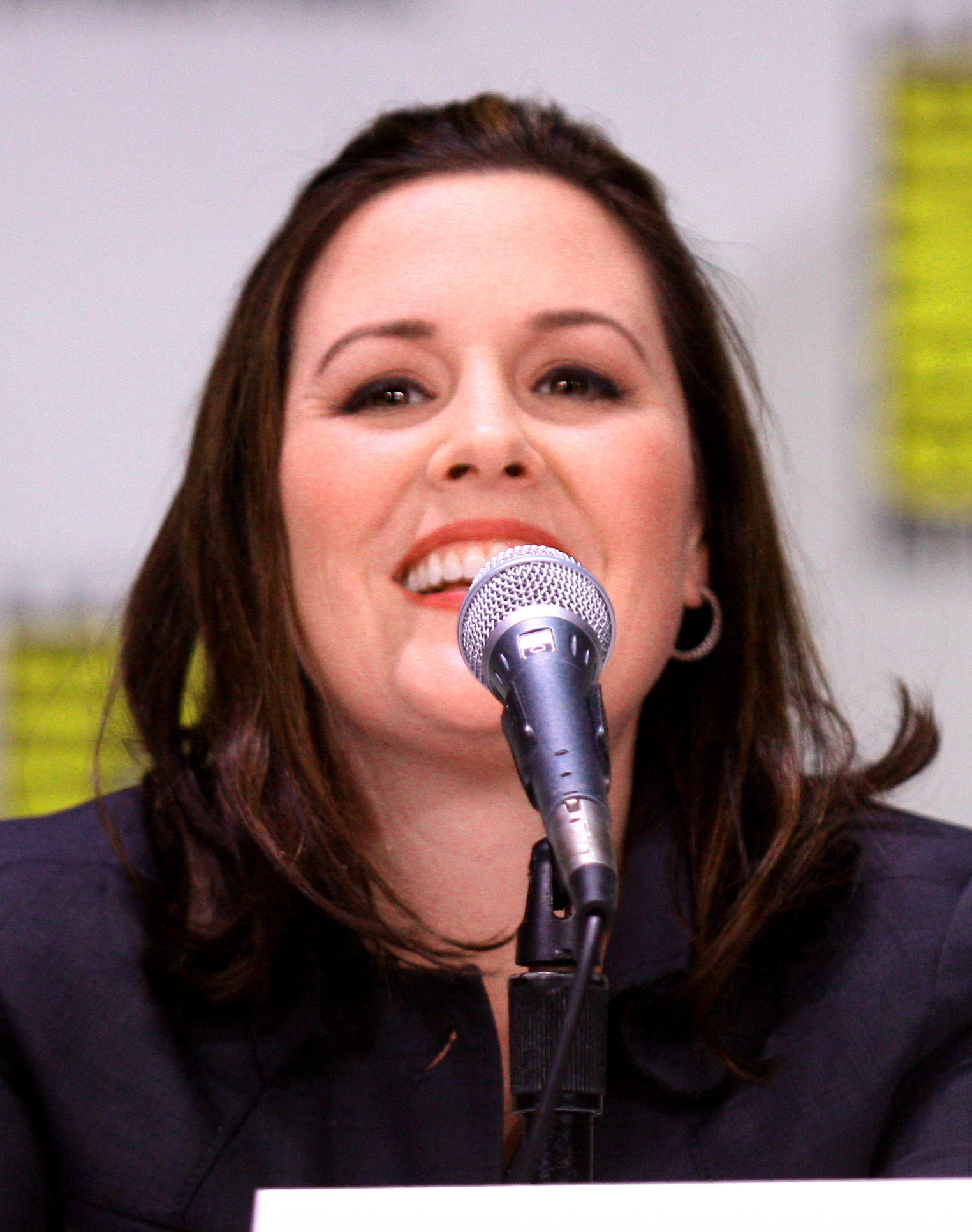
Rachael MacFarlane (2011)

Rachael Ann MacFarlane (* 21. März 1976 in Kent, Connecticut) ist eine US-amerikanische Synchronsprecherin.
Sie wurde als Stimme von Hayley Smith in der US-Zeichentrick-Serie American Dad bekannt, deren Erfinder ihr älterer Bruder Seth MacFarlane ist. Sie ist verheiratet und hat zwei Töchter.

## Filmografie (Auswahl)
- 1997–2002: Johnny Bravo
- 1999–2003, seit 2005: Family Guy (Zeichentrickserie)
- 2002–2004: Fillmore!
- 2003–2008: Codename: Kids Next Door
- 2003: Dexter's Laboratory
- 2003: Static Shock
- 2004: Megas XLR
- 2004: Samurai Jack
- 2005: What's New, Scooby-Doo?
- seit 2005: American Dad
- 2007: The Batman
- 2008–2009: Seth MacFarlane's Cavalcade of Cartoon Comedy
- 2011: Night of the Hurricane
- 2011–2012: Robot Chicken
- 2015: Ted 2
- 2017: The Orville (Fernsehserie)
- 2021: Carmen Sandiego (Zeichentrickserie)